# 杉原祥造
杉原祥造（すぎはらしょうぞう、1883年〈明治16年〉7月 - 1926年〈大正15年〉2月）は、日本の刀剣研究家。長年行方不明になっていた数珠丸恒次を再発見した人物として知られる。

## 経歴
1883年（明治16年）7月、兵庫県尼崎市にて生まれる。当初は歯科医を志して大阪にある歯科医院の書生となり、次いで東京にある歯科医専へ進学する。1902年（明治35年）春、19歳の頃に海軍水路部技師を務める傍ら刀剣研究を行っていた神津伯と出会ったことがきっかけで日本刀に魅せられ、歯科医専を中退して刀剣研究に没頭していった。
1918年（大正7年）には國學院大學で刀剣の講義を毎月行なうなど、刀剣研究家として活動するようになる。1920年（大正9年）3月には中央刀剣会の評議員に任じられ、同年11月には幹事及び審査員にも選ばれる。更に同年春には中央刀剣会での活動の傍らで、刀剣の学術的研究及びその成果の発表、愛刀趣味を国民へ普及させることを目的として、自ら「杉原日本刀学研究所」を設立する。
「杉原日本刀学研究所」設立と同年には、華族の競売品の一つとして出品されていた数珠丸恒次を偶然にも発見する。杉原は私財を投げ打って本作を買い取ると、各新聞社を通じて享保以来行方不明になっていた本作の「再発見」を大々的に発表した。なお、杉原は元々本作を所持していた山梨県南巨摩郡身延町にある久遠寺へ返却しようとしたが、久遠寺は実物であるか疑わしいとして拒絶したため、杉原は故郷の尼崎市にある日蓮宗の本興寺へ本作を寄贈した。
1922年（大正11年）には、文部省の古社寺保存会の委員に選ばれる。古社寺保存会は古社寺にある宝物を調査し、審議の上で国宝に指定するものであり、40歳の若さで委員に任命されることは異例のことであった。また、故郷の尼崎のほか東京の麴町上六番町にも居を構えており尼崎と東京を往復していたが、関東大震災により東京で保管されていた多くの刀や資料を焼失する不幸に遭う。しかし、その不幸にもめげず長曽祢虎徹の研究に集中し、科学的な研究方法にて調査された『長曾祢乕徹の研究』として上梓直前まで至る。
杉原は刀剣や株の売買で巨万の富を得ており、これらの利益を元手に数多くの名刀を手にしていた。特に競馬については熱心に取り組んでおり、科学的に研究することで勝ち馬を当て続け、その得た賞金も名刀を購入するための元手としていた。また、杉原は乗馬も好んで行っており、高血圧を理由に医者から乗馬を止められていたにもかかわらず乗馬を続けていた。その結果、1926年（大正15年）2月に愛妾と乗馬している際に、杉原は馬場で脳溢血を起こして急逝する。
『長曾祢乕徹の研究』は門弟の内田疎天が一部加筆を行い、同じく門弟である加島勲の出資によって杉原の逝去後まもなく刊行された。「杉原日本刀学研究所」は加島が設立した大阪刀剣会が引き継ぎ、機関紙である『愛剣』にて杉原の研究内容が掲載された。

## 研究
杉原の従兄弟であり門弟でもあった加島勲は、杉原が日本刀を千数百振も所持しており、刀剣に関する書籍も膨大に所持していたと回顧している。特に数多く刀剣の押型を摺っており、これらの押型は杉原の号である白虹を冠して『白虹秘鑑』として3,800振余りを集録していた。杉原が作成した押型には「家珍千刀之一」という印を捺しており、新古あらゆる名刀や研究刀も含まれている。
杉原が摺った押型の中には重要文化財指定される山姥切国広も集録されている。杉原は1920年（大正9年）10月25日に当時山姥切国広を所有していた三居家で実見しており、押型を摺るとともに押型の空白部分には山姥切伝説と来歴も記録している。この押型は内田・加島両氏によって1928年（昭和3年）に刊行された『新刀名作集』に集録されたことによって、山姥切国広が初めて世間に紹介されることになる。また、『新刀名作集』によれば、杉原は大学の講義にて「此時より以前天正十八年北條家の長義を摺上げ且長尾顯長の爲めに長義寫の一刀を鍛えし時を云ふ（中略）國廣は北條家の長義を摺り上げ且つ其長義を顯長の爲めに寫せしことによって、相州傳の鍛法を會得せし爲、其作風に一轉機を劃せしものと思ふ」と述べていたことから、本作長義から写したものであると認識していた。

## 著書
- 杉原祥造『長曽禰虎徹の研究』 上・下・附圖、杉原日本刀學研究所、1926年5月。 NCID BA67928496。
- 杉原祥造『後藤家上三代並ニ光乗の笄の造り込みに就て（切り抜き）』（私家版）。 NCID BB26171586。
  - 鈴木鐸編『剣甲新論（後藤家上三代並に光乗が笄の造込み研究）』不明（阪神愛刀会？）。 - 「長曽禰虎徹の研究」以後の刊行